# Wagamama

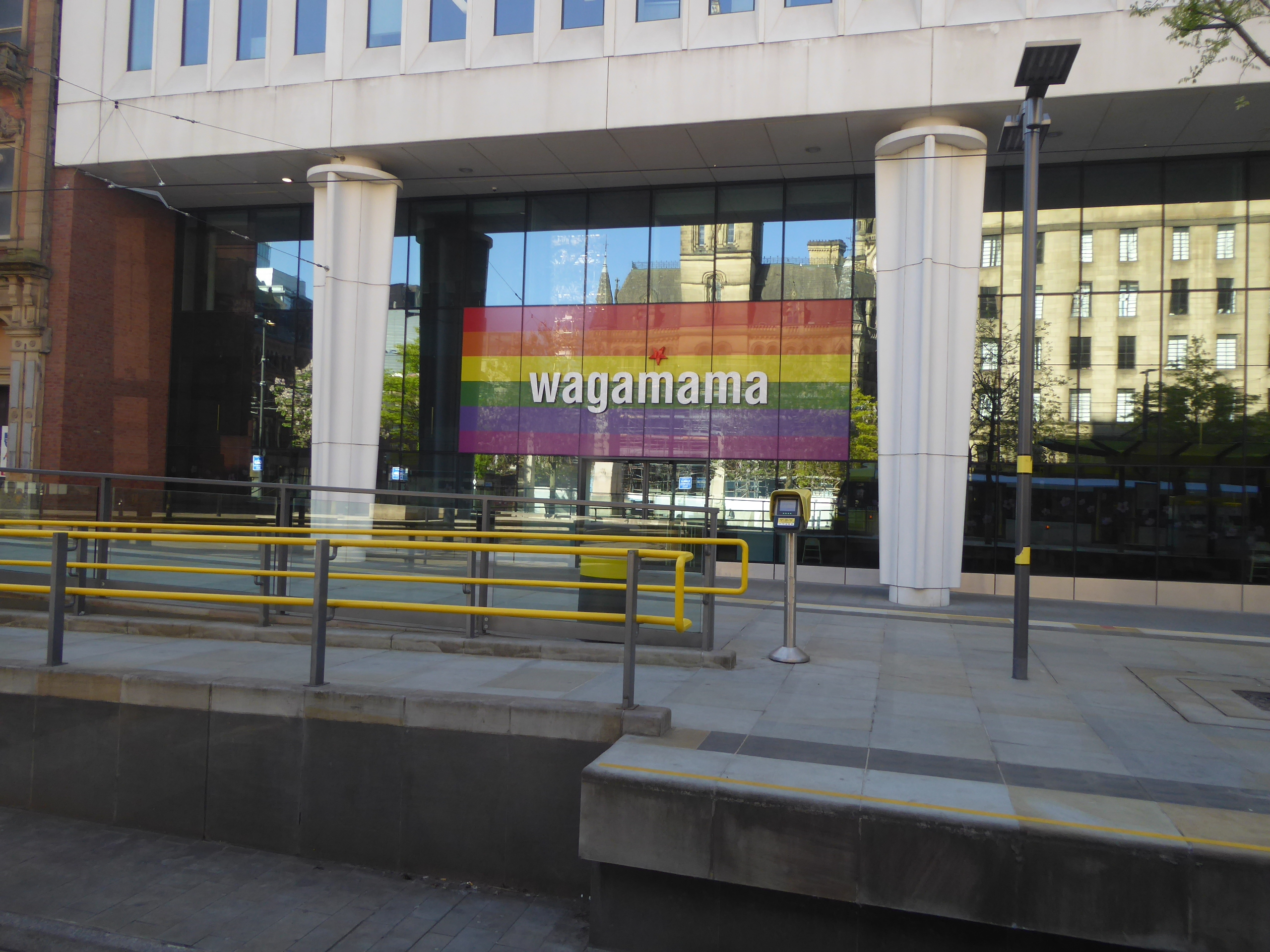
2020年在曼徹斯特圣彼得广场的Wagamama

Wagamama是一個英國餐廳連鎖店，提供日本料理和亞洲菜。

## 歷史
香港移民丘德威在1992年於倫敦布卢姆茨伯里開辦首家Wagamama。2005年6月，餐廳擁有人石墨資本以1.03億鎊把77.5%股權賣給獅子資本。2011年4月，獅子資本以約2.15億鎊把餐廳賣給公爵街資本。
至2014年1月，餐廳在世界各地擁有超過190家分店，其中英國超過130家。2016年6月19日，在布卢姆茨伯里的首家Wagamama結束營業。2018年10月，餐廳集團以5.59億鎊收購了Wagamama。
Wagamama的分店除了英國外，在奧地利、巴林、比利時、保加利亞、塞浦路斯、丹麥、希臘、愛爾蘭、意大利、馬爾他、荷蘭、阿曼、卡塔爾、斯洛伐克、西班牙、瑞典、土耳其、法國、阿聯酋和美國均有分店。澳洲則在2002年2014年曾經開辦，而新西蘭分店則在2019年結業。
受到2019冠状病毒病影響，母公司餐廳集團宣佈將會關閉250家分店，流失約4,500個職位。

## 品牌
wagamama在日語中意指自我中心，自我放縱，任性。Wagamama品牌標榜遵循改善法。

## 外部連結
- 英國官網 （页面存档备份，存于）
- 美國官網 （页面存档备份，存于）